# Niviventer
Genre
Niviventer est un genre de rongeurs de la sous-famille des Murinés.

## Liste des espèces
Selon ITIS (20 septembre 2017) :
- Niviventer andersoni (Thomas, 1911)
- Niviventer brahma (Thomas, 1914)
- Niviventer cameroni (Chasen, 1940)
- Niviventer confucianus (Milne-Edwards, 1871)
- Niviventer coninga (Swinhoe, 1864)
- Niviventer cremoriventer (Miller, 1900)
- Niviventer culturatus (Thomas, 1917)
- Niviventer eha (Wroughton, 1916)
- Niviventer excelsior (Thomas, 1911)
- Niviventer fraternus (Robinson & Kloss, 1916)
- Niviventer fulvescens (Gray, 1847)
- Niviventer hinpoon (J. T. Marshall Jr., 1976)
- Niviventer langbianis (Robinson & Kloss, 1922)
- Niviventer lepturus (Jentink, 1879)
- Niviventer niviventer (Hodgson, 1836)
- Niviventer rapit (Bonhote, 1903)
- Niviventer tenaster (Thomas, 1916)